# Новопідкряж
Новопідкря́ж — село в Україні, у Могилівській сільській громаді Дніпровського району Дніпропетровської області. Населення за переписом 2021 року складало 891 осіб. Герб села є промовистим.

## Географія
Село Новопідкряж розташоване на правому березі каналу Дніпро — Донбас, на протилежному березі — село Могилів. На відстані 0,5 км розташоване село Супина. Поруч проходить автомобільна дорога Т 0412.

## Історія
Навколо Новопідкряжу старовинні кургани.
Село Новопідкряж виникло як один із запорізьких зимівників на поорільських землях у другій половині XVIII століття, що належали до земель Війська Запорізького Низового (Протовчанська паланка). Вперше згадується в 1778 році.
Після зруйнування у 1775 році Запорізької Січі ввійшло до складу Катеринославської губернії Новомосковського повіту, а потім Дніпропетровської області Царичанського району. На сьогодні є центром однойменної сільської ради.
У ХІХ сторіччі мало назву Патлахівка. Також зустрічалися назви хуторів Перчунове, Пухівка та інших. У кінці ХІХ сторіччя у Новопідкряжанській волості було село Новопідкряж і Кисличинівка (Филипівка), там проживало 4241 житель і було 725 дворів.
За УРСР існував колгосп імені Фрунзе, який мав лише орної землі 3883 га. Було розвинуто городництво, садівництво, птахівництво, бджільництво.
На території Новопідкрязької сільської ради працює загальноосвітня школа І-ІІІ ст на 300 місць. Книжковий фонд сільської бібліотеки становить 11250 примірників.
Фельдшерсько-акушерський пункт, Будинок культури, ощадна каса, поштове відділення.

## Населення

### Мова
Розподіл населення за рідною мовою за даними перепису 2001 року:
| Мова       | Кількість | Відсоток |
| ---------- | --------- | -------- |
| українська | 1068      | 98.07%   |
| російська  | 20        | 1.84%    |
| білоруська | 1         | 0.09%    |
| Усього     | 1089      | 100%     |

## Економіка
- ФГ «Василенко».

ЛПГ «Виноградник Сухорукова»

## Об'єкти соціальної сфери
- Школа.
- Будинок культури.
- Фельдшерсько-акушерський пункт.
- У 2011 році місцева молодь створила ЛФК під назвою Новопідкряж, створюється нове футбольне поле в будівництві якого беруть участь всі учасники команди.

## Постаті
- Шеленгович Іван Валерійович (1995—2017) — солдат Збройних сил України, учасник російсько-української війни.
- Сухоруков Олексій (1972 - 19 березня 2022) — солдат Збройних сил України, учасник російсько-української війни, нагороджений орденом «За мужність» ІІІ ступеня. Загинув в бою з російськими окупантами поблизу міста Охтирка. Похований з військовими почестями в селі. [4]

## Інтернет-посилання
- Погода в селі Новопідкряж